# Trupanea flavivena
Trupanea flavivena är en tvåvingeart som först beskrevs av Erich Martin Hering 1937.  Trupanea flavivena ingår i släktet Trupanea och familjen borrflugor.
Artens utbredningsområde är Costa Rica. Inga underarter finns listade i Catalogue of Life.